# 五島盛清
五島 盛清（ごとう もりきよ）は、江戸時代前期の交代寄合（大名格）。肥前国富江領3,000石の初代領主（藩主）。

## 生涯
寛永5年（1628年）、肥前五島福江藩の第2代藩主・五島盛利の三男として生まれた。兄の五島盛次が第3代藩主となったが病弱で江戸屋敷で静養しており、事実上の執政者として藩政を代行した。藩政執行上で兄とは対立しており、自身の領土分割を主張している。
明暦元年（1655年）、盛次が死去したため甥にあたる五島盛勝が第4代藩主となるが、盛勝はいまだ幼少のため、幕命により盛清が盛勝の後見人に任じられ藩政を掌理すると、指導力を発揮して積年の弊風を改革し、また、領海での異国船来航に関わる国際問題を解決させるなどして、将軍徳川家綱からもその功績を賞揚された。
万治3年（1660年）、盛勝が元服し叙任されたため、後見人を辞し藩政から身を引いた。その際、幕府に働きかけ、福江藩ともしばらく揉めたが、本藩から福江藩1万5千530石の五分の一にあたる3千石を分与され、富江領（五島富江藩）3千石の領主・交代寄合となった。
その後は富江領の基礎固めに着手し、寛文元年（1661年）7月に富江を首邑と定めて、寛文2年（1662年）11月15日に富江陣屋を築いた。江戸においては現在の衆議院第二議員会館がある場所（千代田区永田町）に江戸上屋敷を置いた。寛文3年（1663年）、領国における家臣団の屋敷割りや城下町の建設などを行なった。ただし、捕鯨権を大村藩の網元に与えてしまい、領内および福江本藩と大村藩との間で諍いが続いた。貧困にあえぐ領民の惨状に、業を煮やした領内有川村の名主江口甚左衛門正利は幕府に直接訴え出た。この捕鯨権を巡る争いは幕府の裁定が入るにもかかわらず100年以上も紛争を続け、捕鯨は衰退していった。私財を散財してまで悪政に逆らった江口を、領民は正利翁社を建てて崇め、現在は銅像も建てられている。
交代寄合とはなったが、寛文4年（1664年）6月には「病により参勤交代ができない」と幕府に願い出て許され、平戸藩の船を借りて江戸に上った。以降は江戸在府となった。
延宝7年（1679年）10月16日に死去。享年52。跡を長男の盛朗が継いだ。

## 系譜
- 父：五島盛利（1591-1642）
- 母：梅子 - 七里玄通の娘
- 正室：以津 - 土井氏養女、津軽信義の娘
- 側室：森氏
- 生母不明の子女
  - 男子：五島盛朗